# Diphasiastrum
Het geslacht Diphasiastrum (vroeger Diphasium) behoort tot de wolfsklauwfamilie (Lycopodiaceae), en wordt vaak bij het geslacht Lycopodium ondergebracht.
Net als bij de wolfsklauw (Lycopodium) hebben de soorten van het geslacht Diphasiastrum een hoofdstengel, die meestal bovengronds kruipt en min of meer opstijgende, kortere, bij veel soorten sterk vertakte zijtakken. De vertakking van de opstijgende zijtakken is hetzelfde als bij het geslacht Lycopodium.
In tegenstelling tot de vertegenwoordigers van het geslacht Lycopodium hebben de soorten van het geslacht Diphasiastrum alleen schubachtige bladeren, tot misschien 2 mm lang, die in principe nog spiraalvormig op de stengel zijn gerangschikt, maar meestal twee of vier orthostichen (overlangse rijen) vormen, waardoor de scheuten op dwarsdoorsnede vierkant tot afgeplat zijn.
Net als bij de wolfsklauwsoorten bevinden de sporofyllen zich in duidelijke eindstandige aar- of knotsvormige strobili. Ze zijn duidelijk verschillend van de echte bladeren, hoewel niet duidelijk kleiner.
Er worden vaak soorthybriden gevormd.

## Soorten
De Checklist of Ferns and Lycophytes of the World onderscheidt de volgende soorten:
- Diphasiastrum alpinum (L.) Holub – alpenwolfsklauw; circumpolair, subarctisch en alpine
- Diphasiastrum angustiramosum (Alderw.) Holub – Nieuw-Guinea
- Diphasiastrum carolinum (Lawalrée) Holub
- Diphasiastrum complanatum (L.) Holub – vlakke wolfsklauw; circumpolair, koude gebieden
- Diphasiastrum digitatum (Dill. ex A.Br.) Holub – oostelijk deel Canada, noordoostelijk deel Verenigde Staten, Appalachen
- Diphasiastrum falcatum B.Øllg. & P.G.Windisch
- Diphasiastrum fawcettii (F.E.Lloyd & Underw.) Holub – Jamaica, Hispaniola
- Diphasiastrum henryanum (E.D.Br. & F.Br.) Holub – Marquesaseilanden
- Diphasiastrum madeirense (J.H.Wilce) Holub – Madeira, Azoren
- Diphasiastrum multispicatum (J.H.Wilce) Holub – Taiwan, Filipijnen
- Diphasiastrum nikoense (Franch. & Sav.) Holub – Japan
- Diphasiastrum platyrhizoma (J.H.Wilce) Holub – Borneo, Sumatra
- Diphasiastrum sitchense (Rupr.) Holub – noordelijk Noord-Amerika
- Diphasiastrum thyoides (Humb. & Bonpl. ex Willd.) Holub – Caraïben, Centraal en Zuid-Amerika
- Diphasiastrum tristachyum (Pursh) Holub – kleine wolfsklauw; circumpolair, koude gebieden
- Diphasiastrum veitchii (Christ) Holub – oostelijk Himalaya's tot oostelijk Taiwan
- Diphasiastrum wightianum (Wall. ex Hook. & Grev.) Holub – Zuidoost-Azië, Nieuw-Guinea
- Diphasiastrum yueshanense (C.M.Kuo) Holub – Taiwan
- Diphasiastrum zanclophyllum (J.H.Wilce) Holub